# Хут, Сабина
Саби́на Хут (нем. Sabine Huth; род. 3 января 1967, Штутгарт) — немецкая кёрлингистка.

## Достижения
- Зимние Олимпийские игры (показательный вид спорта): золото (1992).
- Чемпионат Европы по кёрлингу: золото (1991).

## Команды
| Сезон   | Четвёртый      | Третий          | Второй        | Первый         | Запасной               | Турниры            |
| ------- | -------------- | --------------- | ------------- | -------------- | ---------------------- | ------------------ |
| 1985    | Барбара Халлер | Кристина Халлер | Сабина Хут    | Хайке Вилендер |                        | ЧЕЮ 1985 (7 место) |
| 1991—92 | Андреа Шёпп    | Стефани Майр    | Моника Вагнер | Сабина Хут     | Кристина Шайбель (ЗОИ) | ЧЕ 1991 · ЗОИ 1992 |

(скипы выделены полужирным шрифтом)